# (5318) Dientzenhofer
(5318) Dientzenhofer est un astéroïde de la ceinture principale.

## Description
(5318) Dientzenhofer est un astéroïde de la ceinture principale. Il fut découvert le 21 avril 1985 à l'observatoire Kleť par Antonín Mrkos. Il présente une orbite caractérisée par un demi-grand axe de 2,29 UA, une excentricité de 0,13 et une inclinaison de 3,3° par rapport à l'écliptique.

## Compléments